# Efraïn Jonckheer
Efraïn Jonckheer (20 octobre 1917, Curaçao - 30 mars 1987, Amsterdam) est un homme d'affaires et un homme politique curacien, Premier ministre des Antilles néerlandaises de 1954 à 1968.

## Biographie
Efraïn Jonckheer nait le 20 octobre 1917 à Curaçao. En 1933, il obtient son diplôme de MULO (nl) et devient directeur de plusieurs entreprises. Pendant la Seconde Guerre mondiale, il s'engage dans la politique et souhaite l'autonomie des îles. En 1944, il est l'un des fondateurs du Parti démocratique (DP) dont il est le premier président et la même année, il devient membre des États des Antilles néerlandaises. Lors des élections législatives de 1949 (nl), les premières au suffrage universel aux Antilles néerlandaises, il mène la liste du DP qui arrive en deuxième position derrière celle du Parti national du peuple menée par Moises Frumencio da Costa Gomez. Il participe aux négociations qui aboutissent à la promulgation du Statut du royaume des Pays-Bas. Lors des élections législatives de 1954 (en), il arrive encore en deuxième position, mais il fait alliance avec le Parti patriotique arubain arrivé troisième et devient ainsi le nouveau président du Conseil de gouvernement ((nl) : Regeringsraad). C'est à ce titre qu'il signe le Statut du royaume des Pays-Bas et devient, de jure, le premier Premier ministre des Antilles néerlandaises.
Comme chef du gouvernement, il arrive deuxième aux élections de 1954 (en) comme à celles de 1962 (en) et 1966, mais parvient à chaque fois à constituer une majorité parlementaire et se maintient à la tête du gouvernement. En février 1968, il démissionne de son poste et désigne Ciro Kroon pour lui succéder. 
De 1968 à 1971, il est Ministre plénipotentiaire des Antilles néerlandaises (nl). Le 2 mai 1969, le gouvernement de Piet de Jong propose qu'il soit nommé Gouverneur des Antilles néerlandaises, mais à la suite des émeutes de 1969 à Curaçao, la nomination n'aboutit pas.
En mars 1971, il est nommé Ambassadeur des Pays-Bas au Venezuela (accrédité pour la République Dominicaine à partir de juin 1974), puis au Costa Rica à partir de mars 1976, accrédité également pour le Panama et le Nicaragua,. Il meurt à Amsterdam le 30 mars 1987.

## Distinctions
- Commandeur de l'ordre du Lion néerlandais